# Улитка на склоне
«Ули́тка на скло́не» (аббревиатура УНС) — научно-фантастическая повесть братьев Стругацких, которую они сами считали «самым совершенным и самым значительным своим произведением». Борис Стругацкий определял жанр произведения как притчу. Название отсылает к эпиграфу — хокку Кобаяси Исса, и символизирует «неторопливость прогресса и человеческое упорство в достижении цели».
Первоначальный вариант повести, выстраиваемой по принципу чередования двух сюжетных линий (Леса и Управления), создавался авторами в марте 1965 года в доме творчества; с этого же времени Стругацкие вели рабочий дневник. Данный вариант получил название «Беспокойство», и увидел свет в 1990 году. После глубокой переработки во второй половине 1965 года оформился текст «Улитки на склоне», который не удалось опубликовать целиком. «Лесные» главы напечатали в 1966 году в сборнике «Эллинский секрет», сразу же вызвав интерес рецензентов. Главы об «Управлении» удалось опубликовать в журнале «Байкал» (Улан-Удэ) в начале 1968 года, что совпало с проработочной кампанией в прессе, явившейся следствием общей политики литературных властей СССР на сворачивание направления философской фантастики. Неавторизованное издание увидело свет в 1972 году в эмигрантском издательстве «Посев», а в СССР повесть целиком вышла только в 1988 году в журнале «Смена». Книжное издание последовало в сборнике «Волны гасят ветер» (1989) и в дальнейшем «Улитка на склоне» входила во все собрания сочинений Стругацких и во многие сборники их произведений.
«Улитка на склоне» построена по принципу «роман в романе». Действие происходит параллельно в двух соприкасающихся пространствах — в Лесу и в Управлении по делам Леса. Каждое из этих пространств служит фоном действий главных героев. Сотрудник Управления интеллектуал Перец борется с жестокой и неприступной бюрократией, в то время как Кандид стремится выжить в первобытном Лесу, отыскать его хозяев и постичь его тайны. Авторы демонстрируют два пути поиска смысложизненных ориентиров, которые скрывают в себе глубокие экзистенциальные идеи о назначении человека и смысле будущего. Изначально повесть воспринималась как жёсткая социальная сатира, доходящая до гротеска. Исследователи рассматривали множественность смыслов текста, куда входили рассуждения о будущем и перспективах создания биологической цивилизации, кардинально реконструирующей природу человека и противостоящей технической культуре. Практически все обозреватели подчёркивали художественную и философскую цельность «Улитки…», которая означала новый этап писательского поиска — Стругацкие разочаровывались в возможности немедленного построения коммунизма и приступили к пересмотру основ лево-коммунистической утопии. Авторы предвосхитили некоторые литературные стратегии постмодернизма: в «Улитке на склоне» впервые был введён приём полиреальности, допущения равноправного существования в одном тексте множества реальностей, которые не конкурируют, а дополняют друг друга.

## Сюжет
«Улитка на склоне» — первое произведение Стругацких, построенное на основе приёма «роман в романе», когда чередуются главы, представляющие разные сюжетные линии. Первая линия описывает Управление по делам Леса, расположенное в некоем неопределённом месте в неопределённое время. Главный его герой — Перец, этой фамилией помечены главы 1, 3, 5, 6, 9 и 10. Действие второй линии развёртывается в фантастическом Лесу, куда попал из Управления и потерял память исследователь Кандид. Главы, помеченные его именем, — 2, 4, 7, 8 и 11.

### Главы об Управлении по делам Леса
Перец — учёный-лингвист средних лет, специалист по женской прозе периода Хэйан. Оказавшись в Управлении, расположенном на невероятной высоты утёсе над Лесом, он полюбил по утрам бросать камешки под край обрыва. Он ощущает собственную ненужность и ожидает появления Директора, который, по слухам, делает здесь утреннюю зарядку. У Переца истекает срок визы и ему нужно возвращаться обратно. Вместо директора является Клавдий-Октавиан Домарощинер из группы Искоренения Леса, который выспрашивает Переца о его странном поведении и фиксирует ответы в блокноте. После совместного завтрака с Домарощинером и шофёром Тузиком Перецу приходится, как обычно, идти работать в группу Научной охраны, где все ведут странные разговоры и отговаривают его уезжать. Среди ночи его изгоняют из номера в общежитии — закончилось действие визы, и Перец с трудом нашёл приют в библиотеке Управления, где его застало важное событие — обращение Директора к сотрудникам по внутренней связи. Все сотрудники слушали речь через телефонные трубки, но Перец не мог отыскать свою и случайно подслушал чужой разговор. Смысл этой речи непостижим для непосвящённых, более того, из разговора с Кимом становится ясно, что никто даже не знает, как выглядит Директор. Перец настаивает на приёме у главы Управления, и его ставят в очередь в Приёмной, где сидят двадцать очень странных персонажей, наподобие профессора Какаду или Беатрисы Вах. Вместо директора Перец попал к референту по кадрам мосье Ахти, который также ведёт странные разговоры, а далее в резкой форме пускает его по инстанциям. В итоге Перец оказался в грузовике с сотрудниками группы Научной охраны, направляясь на лесную биостанцию для получения жалованья. По пути все наблюдали за странными существами — «щенками», которые двигались колонной через лес. Часть щенков отделилась от основной группы и направилась к треугольному озеру, где все они утопились. Это озеро не отмечено на карте: вместо него указана деревня аборигенов. Шофёр Тузик — обаятельный бабник — заявил, что видел на берегу озера купающуюся русалку. Далее Перец оказался вовлечён в серию сюрреалистических событий, связанных с поимкой взбесившейся машины. Его спасает шофёр Вольдемар, направленный из Управления.
Проснувшись в кузове грузовика, Перец стал свидетелем сюрреалистического карнавала на болоте у застрявшего броневика, а затем ужасался диалогам машин в гараже, которые обсуждали своё отношение к людям и природу связи между ними и человечеством. Перец перепугался настолько, что убежал без ботинок, а затем его затянуло в спортивный марафон, на котором он занял второе место. Вконец деморализованного Переца приютила библиотекарша Алевтина, которая позаботилась о нём. Проведя с нею ночь, Перец обнаружил, что этого достаточно, чтобы сделаться Директором Управления. Стоя над обрывом, он наблюдал облака, закрывающие Лес, и обдумывал планы реформирования Управления. Вернувшись в кабинет директора, он обнаружил в ящике странные предметы: хоккейную клюшку, протез ноги, вермахтовский погон и другие необычные вещи. В сейфе от прежнего Директора осталось оружие и пустые папки. Алевтина принесла ему «Проект директивы „О привнесении порядка“»:

<…>
§ 2. Однако наряду с достигнутыми достижениями вредоносное действие Второго закона термодинамики, а также закона больших чисел все ещё продолжает иметь место, несколько снижая общие высокие показатели. Нашей ближайшей задачей становится теперь упразднение случайностей, производящих хаос, нарушающих единый ритм и вызывающих снижение темпов.

§ 3. В связи с вышеизложенным предлагается в дальнейшем рассматривать проявления всякого рода случайностей незакономерными и противоречащими идеалу организованности, а прикосновенность к случайностям (пробабилитность) — как преступное деяние, либо, если прикосновенность к случайности (пробабилитность) не влечет за собой тяжких последствий, как серьёзнейшее нарушение служебной и производственной дисциплины.<…>
Перец отказывается подписывать бредовый документ, нарвавшись на отповедь Алевтины о смысле административной деятельности (которую она, впрочем, тоже не понимает): «Ни единого дня без директивы, и всё будет в порядке. Вот эта Директива о привнесении порядка — она же не на пустом месте, она же увязана с предыдущей Директивой о неубывании, а та увязана с Приказом о небеременности, а этот Приказ логически вытекает из Предписания о чрезмерной возмутимости, а оно…» Разозлившись, Перец диктует приказ о самоискоренении Группы по искоренению Леса: «Пусть все побросаются с обрыва… или постреляются… Сегодня же! Ответственный — Домарощинер…» Это вызывает полное одобрение Алевтины: «…Не нравится тебе директива — не надо. Но дай другую. Вот ты дал, и у меня больше нет к тебе никаких претензий…» Появившийся из ниоткуда Домарощинер уверяет, что деятельность Переца войдёт в историю, а новоявленный Директор пятится от него, «как от гигантской сколопендры».

### Главы о Лесе
Кандид каждое утро просыпался с одной и той же мыслью: об уходе «послезавтра». Неопределённое время тому назад его вертолёт разбился над Лесом, но потерявшего память исследователя подобрали жители безымянной деревни, вы́ходили, дали ему дом и жену — не в меру говорливую молоденькую Наву. Кандида чаще именуют Молчуном, так как он долго не мог освоить местного языка. Селяне даже пустили слух, что ему кто-то отрезал голову и приделал чужую. Ребятишки на улице дразнят его «Молчаком-мертвяком». Деревенские жители очень медленно соображают, нудно рассуждают об одном и том же, но при этом обладают развитой биологической технологией: все предметы обихода, включая хижины, одежду и посуду, ими выращиваются на грядках. Есть и Слухач — «живой радиоприёмник», время от времени передающий сообщения о никому не понятном «Одержании» и грандиозных битвах во имя «Спокойствия и слияния». По разным домам бродит старец, который невероятно прожорлив, питается у всех подряд и при этом всех поучает: «Что можно — это ещё неизвестно, а уж что нельзя — то нельзя». Кандид, утомившись болтовнёй, ищет односельчан Кулака и Хвоста, пытаясь убедить их пойти в Город — некое важное для аборигенов место, откуда он рассчитывает узнать о пути в Управление. Староста созывает всех на деревенский сход, во время которого обсуждалась женитьба Болтуна, но разговор перешёл на споры о войне, Одержании, Разрыхлении Почвы и Заболачивании. Собрание было прервано появлением «мертвяков» — горячих на ощупь странных существ, которые забирают женщин; их необходимо отгонять, что очень нелегко. Далее Кандид спонтанно отправился на Выселки, расположенные в десяти километрах от деревни; вскоре его нагнала Нава, не желавшая оставаться в одиночестве. Далее на супругов напали воры — группа семи мужиков, которые, как и мертвяки, угоняют женщин. Кандид и Нава убежали через болото, прыгая по корягам, и потеряли тропку в родную деревню.
После тяжёлого пути, наевшись земли со вкусом сыра, Кандид и Нава вышли к странной деревне в треугольной котловине. Странность заключалась в то, что в деревне было удивительно тихо, вообще отсутствовали женщины и дети, а в каждом доме спали одни только мужчины без лиц, «с влажной холодной кожей». Сильно устав, Кандид и Нава остановились в пустующей хижине. Далее среди ночи Кандид, проснувшись, осознал, что вся деревня залита лиловым туманом, а в дверном проёме увидел силуэт его старого знакомого Карла. Пойдя за ним, Кандид добрался до плоского строения, где собралось множество людей и доносились страшные крики. Карл жестом посоветовал Кандиду бежать, и он, подхватив бесчувственную Наву, побежал прочь. Наутро в руке Навы необъяснимым образом очутился скальпель («Он, наверное, сам залез ко мне в руку, пока я спала. Видишь, какой он холодный? Он, наверное, захотел согреться и залез ко мне в руку»). Вернувшись на место деревни, они обнаружили, что треугольная котловина залита водой, а бывшую деревню утянуло под воду. Нава спокойным голосом сообщает, что здесь произошло «Одержание». Продолжая путь по тропе, они встретили странных существ, похожих на белых слизней-амёб, которые шли топиться в озеро. В этом озере в тумане плавали тела множества женщин. Нава предположила, что это жертвы мертвяков, сваренные в горячем источнике.
Наконец путники достигли опушки, с которой наблюдали огромный холм, скрытый лиловым туманом; огромные массы насекомых и других существ то устремлялись в туман, то выходили из него. Подходы к холму сторожили три мертвяка. Вскоре показались три женщины, в одной из которых Нава опознала свою мать. Однако их речи были высокомерны и непонятны; амазонки Леса проявили невероятное могущество — по мановению руки одной из них жуткий мертвяк превратился в кресло. Две женщины увели куда-то Наву, несмотря на её протесты и желание вернуться к Кандиду. Далее оставшаяся женщина, беременная, допрашивала Кандида, допытываясь, «защищён» ли он. Наконец, она решила направить «козлика» (как пренебрежительно именует его) «Воспитательницам для ночных работ». Кандида схватил «раскалёнными клещами» своих рук мертвяк и куда-то поволок. Почти лишившись сознания от боли, он вывернулся и разрезал биоробота скальпелем. Обожжённый, он побрёл по тропинке: «Важно было уйти подальше, хотя он сознавал, что никуда уйти не удастся. Ни ему, ни многим, многим, многим другим».
В финальной главе Кандид просыпается в ставшей родной деревне в опустевшем без Навы доме с прежней мыслью о желании уйти послезавтра. Прошёл уже месяц после его возвращения. Старец по-прежнему находится рядом, ворчит и жалуется: «Наверное, он скоро умрёт, старец этот». Есть в доме нечего, и Кандид отправился к Кулаку, миновав Слухача, который, как обычно, в трансе возглашал «успешные продвижения» и «спокойствие и слияние». Мышление Кандида постепенно проясняется, и он понимает, что столкнулся с главной тайной Леса — биологической цивилизацией, носительницами которой являются исключительно женщины. Они стали могущественными настолько, что решили уничтожить все прежние порядки, и, перейдя на партеногенез, стали физически истреблять и всех мужчин. Кандид рассуждает о прогрессе:

Обречённые, несчастные обречённые. А вернее, счастливые обречённые, потому что они не знают, что обречены; что сильные их мира видят в них только грязное племя насильников; что сильные уже нацелились в них тучами управляемых вирусов, колоннами роботов, стенами леса; что всё для них уже предопределено и — самое страшное — что историческая правда здесь, в лесу, не на их стороне, они — реликты, осужденные на гибель объективными законами, и помогать им — значит идти против прогресса, задерживать прогресс на каком-то крошечном участке его фронта. Но только меня это не интересует, подумал Кандид. Какое мне дело до их прогресса, это не мой прогресс, я и прогрессом-то его называю только потому, что нет другого подходящего слова… Здесь не голова выбирает. Здесь выбирает сердце. Закономерности не бывают плохими или хорошими, они вне морали. Но я-то не вне морали!
Ребятишки больше не дразнят Молчуна, они боятся его до смерти: Кандид разделывает всех приходящих в деревню мертвяков скальпелем — «быстро, надёжно, с жестоким наслаждением». Хитроумный староста стал выделывать из шкур мертвяков корыта. В самом финале Колченог призывает Кандида на уничтожение очередного мертвяка: «Кандид встал, вытащил из-за пазухи скальпель и зашагал к окраине».

## История создания и публикации
В дневнике Аркадия Стругацкого за 1964 год обозначена «очерёдность работ». Двумя первыми пунктами шли повести «Хищные вещи века» («ХВВ») и «Понедельник начинается в субботу» («ПНВС»). Далее под № 3 упоминается «биологическая война». В начале 1965 года Стругацкие заканчивали работу над «ХВВ» и «ПНВС». В письме Аркадия Стругацкого брату Борису от 20 февраля говорится дословно следующее: «У нас, по-моему, с тобой назрел некий творческий кризис, за которым должно следовать что-то новенькое. Эх, нам бы посидеть спокойно и поругаться всласть несколько дней, то-то было бы славно!» Поскольку оба Стругацких уже состояли в Союзе писателей и Борис Натанович уволился из Главной астрономической обсерватории, соавторы решили перейти к новому формату совместной работы — в домах творчества. В марте братья взяли путёвку в Гагры, куда заехали третьего числа. Ритм жизни устоялся быстро, написание текста началось 7 марта. Тогда же Стругацкие начали вести общий рабочий дневник, просуществовавший до 1991 года. Записи в нём делали по очереди и Аркадий, и Борис в порядке возникающих идей: «Впечатление дня или набросок плана, это могла быть отдельная фраза или несколько страниц текста, это могли быть имена персонажей, чужая цитата, шутка, наконец, просто рисунок или схема». Рабочий дневник всегда хранился дома у Б. Стругацкого в Ленинграде и доставлялся в любое место, где соавторы работали. В письме супруге от 11 марта Борис Натанович сообщал, что они разработали третью главу (всего запланировано десять), однако получившийся результат не удовлетворял. «Повестушка получается хилая, но есть надежда, что при втором заходе удастся её отточить как следует».
Обсуждение новой повести шло от 5 марта, в рабочем дневнике с самого начала описаны: передвижение джунглей и болот, поселения женщин без мужчин, «вирусы, стерилизующие мужчин», и так далее. Про крестьян в фантастическом мире «все забыли», ибо если тоталитарное правительство, обретя могучую технологию, может обходиться без народа, то оно полностью отказывается от пропаганды, демагогии и агитации. Происходящее на планете прямо описано как конфликт биологической и технологической цивилизации. 17 марта разрабатывалась сцена общения главного героя со жрицами партеногенеза. Она характеризуется следующим образом: «Идея: вы умеете творить из неживого, что противоестественно и безнравственно, мы умеем творить только из живого». 20 марта черновик был закончен. Результат работы соавторов не устроил, 25 марта Стругацкие вернулись домой — оставив вещь «вылёживаться». В письме брату от 30 марта Борис Стругацкий отмечал, что, не удержавшись, прочитал «Лес» (так условно авторы называли повесть) супруге: «Она сказала, что очень интересно, что мы молодцы — здорово выдумали, но общая идея непонятна». 31 марта в дневнике Аркадий Стругацкий упоминал необходимость оставить главы о Лесе и полностью переделать вторую сюжетную линию в кафкианском духе («тоненькая вуаль сна, кошмара»).
Сохранился неозаглавленный и недатированный черновик, в котором отпечатанные на разных машинках тексты переработанных «лесных» глав и новых глав об Управлении разложены в окончательном порядке. На титульном листе дана компоновка глав: «1. Перец. 2. Кандид. 3. Перец. 4. Кандид. 5. Перец. 6. Перец. 7. Кандид. 8. Кандид. 9. Перец. 10. Перец. 11. Кандид». Авторы далеко не сразу пришли к идее абстрактного Управления: в шести черновых главах о Переце учреждение носит конкретные советские черты, и сам он окончил филфак МГУ. Мадам Бардо, восторженная начальница группы Помощи местному населению, в первоначальном варианте была также «мадам», но Филаретова. Тузик назывался Колей (соответственно, Туз — Николай). Неизвестный из группы Инженерного проникновения имел фамилию Трунов. Клавдий-Октавиан Домарощинер назывался Валерием Африкановичем Домарощенных. Ким в советском варианте был Кимом Гостомысловым (фамилия могла быть образована от имени легендарного новгородца, но может и намекать, что её обладатель «мыслит ГОСТами»). Профессор Какаду был товарищем Рыбкиным, Квентин — Семёном Сартаковым. Перец вспоминает убитую Эсфирь, в советском варианте — Олю. Были и другие приметы времени — секретарь директора Ахти (ещё не «мосье») пел песню Галича. В библиотеке Коля (Тузик) и Алевтина закусывают чёрным хлебом (позже — штруцелем), помидорами и огурцами (позже — очищенными апельсинами), а пьют из эмалированной кружки (пластмассового стаканчика для карандашей) водку (спиртное). При замене Коли на Тузика изменился и рассказ о его похождениях. Богатая вдова, которая «хотела бедного Тузика взять за себя и заставить торговать наркотиками и стыдными медицинскими препаратами», в советском варианте хотела «торговать клубникой собственного огорода». Директиву о привнесении порядка Алевтина называла Директивой о хаосе. Окончательно беловая рукопись была завершена в доме творчества в Комарово 18 декабря 1965 года под названием «За поворотом, в глубине, или Улитки на склоне».
3 января 1966 года Аркадий Стругацкий отдал беловую рукопись «Леса» (как авторы продолжали называть свою повесть) в перепечатку, сообщив брату, что его супруге — Елене Ильиничне — вещь решительно не понравилась. Борис Стругацкий отвечал, что на тот момент свой экземпляр рукописи ещё никому не показывал и не читал. Из-за начавшихся гонений руководства ВЛКСМ против философской фантастики уже к концу января под вопрос был поставлен запуск в производство нового сборника Стругацких, в который должна была войти и «Улитка…». Первым московским профессиональным читателем УНС стал Юлий Кагарлицкий, который оценил произведение очень высоко, но рекомендовал не торопиться с публикацией. Ленинградские интеллектуалы — друзья Бориса Натановича, согласно его письму от 18 марта, сочли, что «Стругацкие свихнулись», но это «первая их настоящая книга». Впрочем, базовую идею, заложенную авторами в текст, что Лес — это будущее как таковое, никто из них не уловил. Аркадий Стругацкий 22 марта сообщал, что глава редакции фантастики «Молодой гвардии» Сергей Жемайтис также назвал рукопись «настоящей литературой», а вот редактору Белле Клюевой «Улитка на склоне» не понравилась.
В «Лениздате» сочли, что обе части повести слабо связаны между собой, поэтому было принято решение о раздельной публикации. Прохождение цензуры затянулось, лишь 8 мая 1966 года сборник «Эллинский секрет» был подписан в печать, вышел в июне 65-тысячным тиражом и к 13 июля был почти распродан. После успешной публикации «Второго нашествия марсиан» в Улан-Удэ в журнале «Байкал», 26 января 1967 года Аркадий Стругацкий предложил направить в эту же редакцию «перецевские» главы УНС. 29 января он же рискнул представить рукопись в издательство «Советский писатель» в сопровождении заявки, в которой повесть характеризовалась как философская попытка осмыслить самых общих закономерностей поведения современного интеллигента в чуждых ему условиях «прогресса фашистского толка». 1 июня А. Н. Стругацкому сообщили при личной встрече, что издательство «вряд ли заинтересуется рукописью». Наконец, 4 октября главный редактор «Байкала» Африкан Бальбуров лично посетил Аркадия Натановича и взял рукопись для опубликования, планируя пустить её в номера 1 и 2 за 1968 год. Тогда же старший Стругацкий предложил своему другу Северу Гансовскому проиллюстрировать повесть, хотя тот никогда не считал себя художником. Опыт оказался удачным. Борис Стругацкий считал иллюстрации Гансовского одними из лучших для данного произведения, они были отосланы в Улан-Удэ 11 декабря. Именно С. Гансовский поддерживал связь с редакцией и 2 февраля сообщил, что первый номер выйдет в середине месяца, а второй — в марте. Публикация с предисловием Ариадны Громовой вышла, но разочаровала авторов в финансовом смысле, ибо гонорар был рассчитан в размере 150 рублей за печатный лист.
Между 15 и 19 мая 1968 года в «Литературной газете», а затем и «Правде Бурятии», была начата резкая критика против публикации в «Байкале» глав из книги А. Белинкова, который после выхода их в свет покинул Советский Союз. В бурятской прессе огульно раскритиковали все публикации иногородних авторов. Аркадий Стругацкий писал брату дословно: «Пока не в нас, пока в соседа». Однако легенда, связывавшая «оргвыводы» относительно редакции журнала с повестью Стругацких, прочно укоренилась в среде фэндома и исследователей. Очень быстро обе части «Улитки на склоне» попали в самиздат и вплоть до 1985 года повесть чаще публиковалась за границей: полный текст напечатал «Посев» в 1972 году, лесные главы в 1973 году вышли во французском переводе. Вообще «лесная» часть публиковалась примерно вдвое чаще. Всего в 1966—1985 годах последовало 17 зарубежных и пять советских изданий (два из которых — на языках союзных республик). Между 1985—1991 годами последовали пять советских изданий (в том числе первая публикация полного текста с правильным порядком глав в журнале «Смена» и книжная в сборнике «Волны гасят ветер» «Советского писателя») и восемь зарубежных. В период 1992—2004 годов российских изданий было 27, зарубежных — 9. В полном собрании сочинений Стругацких (том 9, 2016 год) текст печатался по беловику из архива авторов.

## Восприятие в советской и зарубежной критике

### Первоиздание «Эллинского секрета»
Предисловие к сборнику «Эллинский секрет» было снабжено объёмным предисловием Е. Брандиса и В. Дмитревского, в котором разъяснялись стилевые и содержательные особенности публикуемых произведений. Соавторы связывали имена Аркадия и Бориса Стругацких с новаторскими исканиями в советской фантастике, впрочем, уточняя, что «не каждая новая их вещь лучше предыдущей». Читателю напоминали, что публикуется лишь законченная часть большой повести, поэтому в данном фрагменте «всё нарочито замедленно — и движение событий, и поток мыслей, и тягучие речи персонажей, и ритм самого повествования», ассоциируя повествование с образом ползущей улитки. Место действия повести совершенно неопределённое, пейзажи «словно перенесены из каких-то жутких сказок», и всё это может вызвать у читателя чувство недоумения. Похвалы удостоилось изображение деревенских жителей, «умело используя при этом старинный простонародный говор и фольклорные изобразительные средства»; словесные эксперименты Стругацких продолжили линию, начатую в повести «Понедельник начинается в субботу». Однако зачаточная культура жителей Леса не только поставлена в условия, лишающие её всякой перспективы развития, но и обречена на гибель, что открылось только Кандиду, пришельцу, столкнувшемуся с подлинными властительницами Леса. «…Авторы не вдаются в подробные объяснения, но всячески подчёркивают, что эта холодная, безжалостная цивилизация лишена какой бы то ни было человеческой морали». Этическая декларация Кандида, восставшего против бездушия и аморальности прогресса жриц партеногенеза, ставят этого персонажа в один ряд с героями «Попытки в бегству» и «Трудно быть богом». Стругацкие однозначно заявляют, что «любые действия, любые начинания, хотя бы даже вытекающие из каких-то объективных закономерностей, не могут быть оправданы и признаны прогрессивными, если в основе своей они антигуманны и аморальны».

## Литературные особенности

### Лес фантастический и лес фольклорный
Литературовед Е. М. Неёлов отмечал, что многим произведениям Стругацких присуща мифичность, понимаемая как ситуация, формируемая на границе двух миров, двух точек зрения, двух типов поведения. В этом плане для понимания «лесных глав» УНС чрезвычайно перспективно использование морфологической модели волшебной сказки В. Я. Проппа. В русском фольклоре образы, связанные с Лесом, непременно связаны с мотивами опасности и искушения главного героя, связанные хотя бы с тем, что лес всегда представляет собой преграду. Являясь опасной зоной, лес служит границей между «своим» и «чужим», но в то же время может одаривать главного героя волшебным знанием, чудесным помощником или сверхспособностями. Лес устойчиво связывается с женским началом, и обитательницы его в целом оказываются существами опасными, даже если играют функциональную роль «помощника», а связь женщины с деревом уходит своими корнями в архаические мифологические представления. Лес противопоставляется дому, как в социально-экономическом смысле (дикое пространство, противоположное одомашненному), так и в физическом. В этом смысле любая лесная постройка — это антидом, как Избушка на курьих ножках. Сказочный лес неизменно связан с миром мёртвых, неизменно ассоциируясь с сонно-дурманным состоянием главного героя, попавшего в него. Почти без изменений эти мотивы проявились в научной фантастике. Формы, подчёркивающие опасность леса, в принципе необозримы. В «Улитке…» за бредущими Кандидом и Навой следят некие существа, выглядывающие из каждого цветка на болоте.
Е. М. Неёлов подчёркивал, что именно Стругацкие в лесных главах УНС представили полное использование структуры волшебно-сказочного леса в фантастике. Собственно, главным героем «лесных глав» является именно Лес. В тексте все сопоставления и противопоставления структуры такого леса реализованы и весьма зримо: повелительницы Леса — жрицы партеногенеза, бесконечные болота и выморочные места, коварные заросли, где таятся рукоеды и бродят мертвяки, растут дурман-грибы и деревья-прыгуны. Кандид сталкивается и с антидомом (и целой антидеревней), вынужденно проходит разнообразные испытания. По мнению исследователя, Стругацкие использовали все эти фольклорные особенности совершенно сознательно, и адекватная оценка и анализ повести возможны лишь при учёте волшебно-сказочной окраски произведения. В этом плане Е. М. Неёлов отвергал критику А. Ф. Бритикова, который не обнаружил в «Улитке…» «конкретного социального опыта»: в народных волшебных сказках тоже не обнаружится «конкретного социального опыта» (собственно, это и служило причиной гонений на сказочный жанр в 1920—1930-е годы). Не согласен исследователь с А. Ф. Бритиковым и в том, что Лес является фантастическим фоном действия, это далеко не так: стругацковский Лес является самостоятельным образом, для фантастики не слишком характерным, и даже самостоятельным героем повествования. С фольклором УНС роднит и использование мотива путешествия в чистом виде с его эстетическим потенциалом. Лесные главы УНС построены целиком на мотиве пути героя через таинственный лес, и именно дорога обнажает волшебно-сказочную природу реальности.

## Рецепция
14 июня 2019 года в рамках Девятого международного Платоновского фестиваля на сцене Воронежского театра имени Кольцова состоялась премьера спектакля «Улитка на склоне». Автор инсценировки и режиссёр-постановщик Никита Рак определял жанр своей постановки как «русскую народную галлюцинацию». Он утверждал, что главные герои «Улитки…» постоянно пребывают в иллюзорном, мистическом пространстве, понимая невозможность каких-то качественных изменений в жизни. Средствами драматургии режиссёр хотел донести до зрителей посыл Стругацких, что будущее наступит, но уже без нас.
17 января 2025 года в Московском ТЮЗе прошла премьера спектакля «Улитка на склоне». Режиссёр спектакля — Петр Шерешевский. О сценической версии романа Стругацких режиссёр сообщал, что судьбы Переца и Кандида параллельны — первый стремится в Лес, где не был никогда; Кандид же волей судьбы застрял в Лесу. Каждый из них надеется на то, что выход отыщется. «История пишется на наших глазах, и фантастические миры Стругацких рождаются из подручных средств вроде стеклянной банки, смятой простыни, печатной машинки да нескольких спичек. Снятые макропланами, эти бытовые предметы оживают и становятся почти осязаемой материей спектакля».

### Первопубликация
- Стругацкий Аркадий, Стругацкий Борис. Улитка на склоне: Главы из фантаст. повести // Эллинский секрет / Сост. и пред. Е. Брандиса, В. Дмитревского. — Л. : Лениздат, 1966. — С. 384—462. — 518 с. — (В мире фантастики и приключений). — Главы о Лесе: 2, 4, 7, 8, 11. — 65 000 экз.
- Стругацкий Аркадий, Стругацкий Борис. Улитка на склоне: Фантаст. повесть / Предисл. А. Громовой (С. 36—37); Рис. С. Гансовского // Байкал (Улан-Удэ). — 1968. — № 1. — С. 35—72; № 2. — С. 40—71. — Главы об Управлении: 1, 3, 5, 6, 9, 10.

### Первоисточники
- Неизвестные Стругацкие. От «Понедельника…» до «Обитаемого острова»: черновики, рукописи, варианты / Сост. С. Бондаренко. — Донецк : Сталкер, 2006. — 524 с. — (Миры братьев Стругацких). — ISBN 966-696-938-6.
- Неизвестные Стругацкие. Письма. Рабочие дневники. 1963—1966 гг. / Сост. С. П. Бондаренко, В. М. Курильский. — Киев : НКП, 2009. — 637, [3] с. — (Миры братьев Стругацких). — ISBN 978-5-17-055670-0. — ISBN 978-966-339-788-7.
- Стругацкие. Материалы к исследованию: письма, рабочие дневники, 1967—1971 гг. / Сост. С. П. Бондаренко, В. М. Курильский. — Волгоград : ПринТерра-Дизайн, 2013. — 736 с. — ISBN 978-5-98424-162-5.
- Стругацкие А. и Б. Улитка на склоне. Опыт академического издания / Сост. Л. А. Ашкинази. — М. : Новое литературное обозрение, 2006. — 584 с. — ISBN 5-86793-423-3.
  - Коростелев О. Есть фантастика, а есть Стругацкие. Рец.:  А. Стругацкий, Б. Стругацкий. Улитка на склоне. Опыт академического издания. Составление: Л. А. Ашкинази. Знамя. №11. Журнальный зал (2006). Дата обращения: 12 февраля 2025.
- Стругацкий А., Стругацкий Б. Полное собрание сочинений в тридцати трёх томах / Составители: Светлана Бондаренко, Виктор Курильский, Юрий Флейшман. — Группа «Людены», 2016. — Т. 9: 1965. — 424 с.
- Стругацкий Б. Н. Интервью длиною в годы: по материалам офлайн-интервью / Сост. С. П. Бондаренко. — М. : АСТ, 2009. — 508 с. — (Миры братьев Стругацких). — ISBN 978-5-17-044777-0.

### Материалы критической полемики 1960—1970-х годов
- Мысль спешит в будущее: [Рец. на кн.: Эллинский секрет] : Клуб Фант / Кн. полка // Молодой дальневосточник (Хабаровск). — 1966. — 16 октября. — С. 4.
- Михайлова И. [Рец. на кн.: Эллинский секрет] // Звезда. — 1966. — № 12. — С. 210—211.
- Стороженко Н. Тропинки далеких планет: [Рец. на кн.: Эллинский секрет] // Ленинградская правда. — 1967. — 4 февраля.
- Лемхин М. Реальность. Гротеск. Талант // Ленинградский университет. — 1968. — № 28 (1680) (3 апреля).
- Александров В. Против чуждых нам взглядов // Правда Бурятии (Улан-Удэ). — 1968. — 19 мая.
- Лебедев А. Реалистическая фантастика и фантастическая реальность // Новый мир. — 1968. — № 11. — С. 261—266.
- Свининников В. Блеск и нищета «философской» фантастики // Журналист : журнал. — 1969. — № 9. — С. 46—48.
- Файнбург З. Иллюзия простоты // Литературная газета. — 1969. — № 37 (4219) (10 сентября). — С. 4.
- Васильева В. Новаторство ли это? // Литературная газета. — 1969. — 15 октября. — С. 6.
- Белоусов А. Забывая о социальной обусловленности // Литературная газета. — 1969. — 22 октября.
- Урбан А. А. От техники к человеку // Фантастика и наш мир. — Л. : Советский писатель, 1972. — С. 158—211. — 256 с.
- Шек А. В. О своеобразии научной фантастики А. и Б. Стругацких // Труды Самаркандского университета. — 1972. — Вып. 200. — С. 123—143.
- Н. М. Несообразности в фантастике: Несколько замечаний о стиле А. и Б. Стругацких // Русская речь. — 1972. — № 6. — С. 35—40.
- Подольный Р. Пророчество или предвидение?: Что дает наука фантастике // Литературное обозрение. — 1973. — № 4. — С. 88—92.

### Диссертации
- Бардасова Э. В. Концепция возможных миров в свете эстетического идеала писателей-фантастов А. и Б. Стругацких : диссертация … кандидата филологических наук : 10.01.01 / Научный руководитель: доктор филологических наук, профессор Нигматуллина Ю. Г.. — Казань, 1995. — 159 с.
- Кузнецова А. В. Рецепция творчества братьев Стругацких в критике и литературоведении : 1950—1990-е гг. : диссертация … кандидата филологических наук : 10.01.01. — Москва, 2004. — 248 с.
- Ланин Б. А. Русская литературная антиутопия XX в. : диссертация … доктора филологических наук : 10.01.02. — Москва, 1993. — 350 с.
- Неронова И. В. Художественный мир и его конструирование в творчестве А. Н. и Б. Н. Стругацких 1980-х годов : Специальность 10.01.01. — русская литература (филологические науки); Диссертация на соискание учёной степени кандидата филологических наук. — Ярославль : Ярославский государственный университет им. П. Г. Демидова, 2015. — 209 с.
- Тельпов Р. Е. Особенности языка и стиля прозы братьев Стругацких: диссертация …кандидата филологических наук: 10.02.01 : Место защиты: Моск. пед. гос. ун-т. — Москва, 2008. — 244 с.
- Фролов А. В. Трансформация мироощущения героя и автора в процессе творческой эволюции Аркадия и Бориса Стругацких («Далёкая Радуга» — «Улитка на склоне» — «Град обреченный») : Диссертация на соискание учёной степени кандидата филологических наук: 10.01.01. — Брянск, 2016. — 221 с.

### Монографии и статьи
- Амусин М. Далеко ли до будущего? // Нева : Орган Союза писателей РСФСР и Ленинградской писательской организации. — 1988. — № 2. — С. 153—160.
- Амусин М. Ф. Братья Стругацкие : очерк творчества. — Иерусалим : Бесэдер, 1996. — 187 с. — ISBN 965-7031-06-0.
- Арбитман Р. Э. «Вернуть людям духовное содержание…»: Человек и книга в фантастике А. и Б. Стругацких // Проблемы истории культуры, литературы, социально-экономической мысли. — Саратов, 1989. — Вып. 5, часть 2. — С. 133—144.
- Бритиков А. Ф. Русский советский научно-фантастический роман : АН СССР. Ин-т рус. литературы (Пушкинский дом). — Л. : Наука. Ленингр. отд-ние, 1970. — 447 с.
- Васюченко И. Отвергнувшие воскресенье. (Заметки о творчестве Аркадия и Бориса Стругацких) // Знамя : Орган Союза писателей СССР. — 1989. — № 5 (май). — С. 216—225.
- Володихин Д. М., Прашкевич Г. М. Братья Стругацкие. Мечты о несбывшемся. — М. : Молодая гвардия, 2012. — 350 с. — (Жизнь замечательных людей, вып. 1331). — ISBN 978-5-235-03475-4.
- Геллер Л. Вселенная за пределом догмы: Размышления о советской научной фантастике. — Лондон : Overseas Publications Interchange Ltd, 1985. — 445 с. — ISBN 0-903868-58-X.
- Заломкина Г. В. Фантастические составляющие феминистского кода в повести братьев Стругацких «Улитка на склоне» и романе В. Пелевина «Тайные виды на гору Фудзи» // Пятые Лемовские чтения: сб. материалов Международной научной конференции памяти Станислава Лема. — 2020. — С. 244—249.
- Зеркалов А. Долг мысли // Стругацкий А., Стругацкий Б. Жук в муравейнике. — Кишинёв : Лумина, 1983. — С. 3—12. — 588 с.
- Зеркалов А. За поворотом, в глубине // Знание — сила. — 1988. — № 8. — С. 71—76.
- Зеркалов А. «Вот чем я болен — тоской по пониманию» // Стругацкий А., Стругацкий Б. Улитка на склоне. Второе нашествие марсиан. Отель «У погибшего альпиниста» : Повести. — М. : Текст, 1992. — С. 185—188. — 430 с. — 225 000 экз. — ISBN 5-85950-019-X.
- Иванов Р. Как догнать «Улитку…» // Железнодорожник Поволжья (Саратов). — 1988. — № 107 (7 сентября). — С. 4.
- Изотов В. П. «Улитка на склоне» братьев Стругацких: лингвистическая проблематика // Язык и текст. — 2022. — Т. 9, № 2. — С. 5—10. — doi:10.17759/langt.2022090201.
- Изотов В. П. «Улитка на склоне» братьев Стругацких: отзвуки и аллюзии // Язык и текст. — 2023. — Т. 10, № 1. — С. 32—37. — doi:10.17759/langt.2023100104.
- Кайтох В. Братья Стругацкие / Пер. с пол. В. Борисова // Стругацкий А. Н., Стругацкий Б. Н. Собрание сочинений. В 11 т. — Донецк : Сталкер, 2003. — Т. 12, дополнительный. — С. 409—638. — 699 с. — ISBN 966-696-215-2.
- Кикенова Б. Н. Фантастика и реальность в прозе: функции хронотопа в повести братьев Стругацких «Улитка на склоне» // Слово – образ – речь: грани филологического анализа литературного произведения. — 2017. — С. 120—128.
- Межуев Б.. Тайна «Мира Полдня». Гефтер (28 ноября 2012).
- Милославская В. В. Творчество А. и Б. Стругацких в контексте эстетических стратегий постмодернизма : монография. — Ставрополь : Изд-во СКФУ, 2014. — 157 с. — ISBN 978-5-88648-912-5.
- Неёлов Е. М. О специфике научной фантастики // Сб. науч. работ студентов. — Петрозаводск, 1970. — Вып. 7. — С.75—79.
- Неёлов Е. М. Волшебно-сказочные корни научной фантастики : М-во высш. и сред. спец. образования РСФСР. — Л. : Издательство Ленинградского университета, 1986. — 199 с.
- Парнов Е. И. Современная фантастика. — М. : Знание, 1968. — 98 с. — (Народный университет. Факультет литературы и искусства; 12).
- Руднев Д. Рец.: Улитка на склоне // Грани : Журнал литературы, искусства, науки и общественно-политической мысли. — 1972. — № 85. — С. 228—231.
- Сагдатуллина Г. И. Реальность и «другая реальность» в повести братьев Стругацких «Улитка на склоне»: позиция героя // Реальность и «другая реальность» в литературе и культуре: визуальные аспекты: сборник статей / Сост. и ред. В. Я. Малкина, С. П. Лавлинский. — М. : Эдитус, 2022. — С. 46—50. — 244 с. — ISBN 978-5-00149-861-2.
- Сербиненко В. Три века скитаний в мире утопии. Читая братьев Стругацких // Новый мир : Орган Союза писателей СССР. — 1989. — № 5 (май). — С. 242—255.
- Скаландис А. Братья Стругацкие. — М. : АСТ, 2008. — 702 с. — ISBN 978-5-17-052684-0.
- Феномен творческого кризиса: монография / под общ. ред. Т. А. Снигирёвой и А. В. Подчиненова. — Екатеринбург : Изд-во Урал. ун-та, 2017. — 398 с. — ISBN 978-5-7996-2239-8.
- Харебин О. «Улитка на склоне». Тайны и шифры братьев Стругацких. День и ночь. №2. Журнальный мир (2020). Дата обращения: 13 февраля 2025.
- Харлампович Г. Стругацкие — первые лауреаты «Аэлиты» // За индустриальные кадры (Свердловск). — 1983. — 19 мая. — С. 4.
- Черняховская Ю. Братья Стругацкие: письма о будущем. — М. : Книжный мир, 2016. — 384 с. — ISBN 978-5-8041-0878-7.
- Черняховская Ю. С. «Большая тройка» советской художественной футурологии. Политико-философское осмысление проблем культурного суверенитета, культурно-цивилизационной интеграции и формирования идеалов будущего в произведениях И. Ефремова, А. Казанцева, А. и Б. Стругацких : компаративный анализ. — М. : Институт Наследия, 2022. — 380 с. — ISBN 978-5-86443-392-8.
- Greene D. Male and Female in The Snail on the Slope by the Strugatsky Brothers :  [англ.] // Modern Fiction Studies. — 1986. — Vol. 32, no. 1: Special Issue: Science and Fantasy Fiction. — P. 97—108.
- Suvin D. The Strugatskys and their ‘Snail on the Slope’ :  [англ.] // Foundation : Review of Science Fiction. — 1979. — No. 17 (September). — P. 64—75. — ISSN 0306-4964.